# Phaim Bhuiyan
Phaim Bhuiyan (Roma, 31 ottobre 1995) è un attore, regista e sceneggiatore italiano.

## Biografia
Originario del Bangladesh, è nato e vive nel quartiere di Tor Pignattara.
È noto come autore, regista, sceneggiatore e protagonista del film Bangla, prodotto da Fandango, uscito nelle sale nel maggio 2019, e successivamente anche dell’omonima serie realizzata per RaiPlay. Il film è stato premiato con il Globo d'Oro come migliore opera prima e con il Nastro d'argento per la migliore commedia del 2019. Lo stesso anno partecipa alle puntate del programma Viva RaiPlay! condotto da Rosario Fiorello.
L'8 maggio 2020 vince il Donatello come miglior regista esordiente. A maggio dirige il videoclip del cantautore Avincola Miami a Fregene.
Nel 2021 è inserito nella classifica di Forbes 30 Under 30 Europe.
Il 13 aprile 2022 esce su RaiPlay Bangla - La serie, composta da 8 episodi, sequel del suo omonimo film del 2019.

## Filmografia

### Attore, regista e sceneggiatore

#### Film
- Bangla (2019)

#### Serie TV
- Bangla - La serie, regia di Phaim Bhuiyan ed Emanuele Scaringi (RaiPlay) (2022) - 8 episodi

## Riconoscimenti
- 2019 – MIA Premio What's Next Italy[9]
- 2019 – Globo d'oro
  - Globo d'oro alla miglior opera prima[10]
- 2019 – Nastro d'argento
  - Migliore commedia[11]
- 2020 – David di Donatello[5]
  - Miglior regista esordiente
  - Candidatura per Migliore sceneggiatura originale
  - Candidatura per Miglior produttore
  - Candidatura per Migliore canzone originale
- 2022 – Premio Flaiano[12]
  - Miglior interpretazione televisiva per Bangla – La serie